# Abbaye d'Étival-en-Charnie
Pour les articles homonymes, voir Abbaye Notre-Dame.

Armes des Beaumont

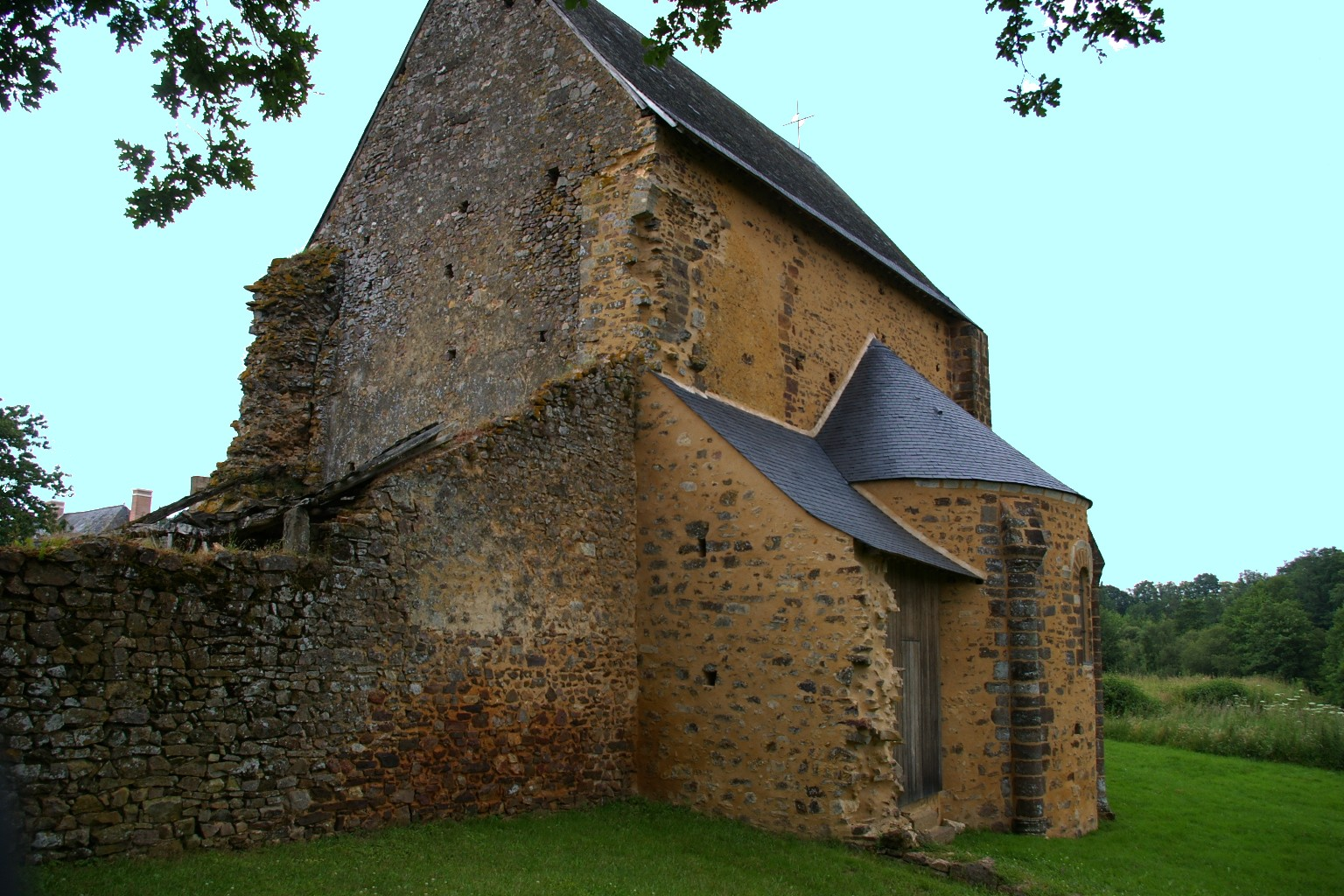
Les restes de l'abbaye

L'abbaye Notre Dame d'Étival-en-Charnie, est un monastère de religieuses bénédictines, situé à Chemiré-en-Charnie dans la Sarthe, aux confins du département de la Mayenne, fut fondée en 1109 grâce à la rencontre de l'ermite saint Alleaume, disciple de Robert d'Arbrissel, et de Raoul VII de Beaumont, vicomte de Beaumont.
Raoul VII de Beaumont, fils d'Hubert II de Beaumont, possédait plusieurs places fortes de la région : Beaumont, Fresnay et Sainte-Suzanne. C'est à une vingtaine de kilomètres de ce dernier château (qui avait victorieusement résisté aux troupes anglo-normandes de Guillaume le Conquérant vingt-deux ans plus tôt), au cœur de la forêt de la Charnie, que Raoul pourvoit financièrement à l'édification de l'abbaye. Les pierres de calcaire de la Champagne mancelle et les roches granitiques très dures, un peu rougeâtres, des environs (grès roussard) fournissent le matériau nécessaire à la construction, lui donnant une teinte sombre qui ajoute à l'austérité du lieu. L'évêque du Mans, Hildebert de Lavardin, vient consacrer l'église et désire qu'y soit suivi l'ordre de Saint-Benoît, à l'égal de la Communauté du Pré, établie sur le tombeau de l'évêque saint Julien du Mans au Mans.

## Abbesses
La plupart des abbesses d'Étival appartiennent aux premières familles nobles de la province du Maine (de Beaumont, de Brienne, de Sillé, de Bouillé, de Laval, du Bellay, de Cossé, de Courtalvert, etc.). Trente et une abbesses se succèdent à la tête de la maison des bénédictines, jusqu'en 1790. Parmi elles :
- 1109 Godehilde, la fondatrice, auparavant à l'abbaye du Ronceray d'Angers ; elle est la sœur de Raoul de Beaumont, et donc la fille d'Hubert II de Beaumont, vainqueur du siège de Sainte-Suzanne de 1083 à 1086.

- 11?? Héremburge I de Neuvillette
- 11?? Basilie de Poillé
- 1198 Julienne
- 1218 Héremburge II
- 1218 Thibault VI, Comte de Blois et de Chartres, crée le prieuré du Boulay, qu'il place sous l'autorité de l'abbesse d'Étival.
- 12?? Béatrice I
- 1270 Agnès de Payenne
- 1294  Création de l'étang de l'abbaye d'Étival. Peut-être dû à la générosité de Robert de Chemiré-en-Charnie.
- 1302 Héloïse de Chemiré, fille de Robert de Chemiré-en-Charnie.
- 1310 Jeanne I de Brienne, veuve de Guy VIII de Laval. Donne aux religieuses en exécution du testament de son mari la terre de Livet-en-Charnie, qui est érigée en paroisse par lettres datées de 1302
- 1340 Catherine I de Laval
- 1333 Vacance
- 1340 Marie I de Beaumont
- 1349 Nicole de Rabaud
- 1371 Thiephaine de Châtenay
- 1374 Béatrice II de Broucin (ou Broussin)
- 1381 Etiennette des Hayes
- 1420 Béatrice III de Montjean de Sillé[1]
- 1434 Catherine II de Tucé
- 1440 Jeanne II de La Motte du Vallon
- 1460 Jeanne III de Baurette
- 1461 Marguerite de Bouillé
- 1477 Jeanne IV de Laval créatrice d'un nouvel étang près de l'abbaye
- 1513 Antoinette de Souvré
- 1533 Anne du Bellay de Langey
- 1545 Renée d'Aunay
- 1582 Catherine III de La Haye
- 1586 Angélique de Cossé-Brissac
- 1623 Henriette d’Espinay-Saint-Luc (†1671), fille légitimée de Timoléon d'Espinay, abbesse de Saint-Paul de Soissons résigne le 1er février 1664 en faveur de sa sœur Françoise Catherine, pour devenir abbesse des feuillantines à Paris, puis d'Étival.
- 1627-1660 Claire Néau de Lestang, réformatrice. De mœurs austères, elle veut introduire la réforme en 1636 mais rencontre une vive résistance auprès des religieuses ; l'accord se réalise sur un programme plus « raisonnable » en 1650. Elle fut moquée par Scarron dans Le Roman comique (1re partie, chap. III).
- 1651 L'Abbesse d'Étival crée la forge du Lessivet
- 1660 Marie II Françoise Elisabeth Rogier de Villeneuve de Kerveno (Coaducatrice de Claire Neau de 1653 à 1660)
- 1675 Charlotte I d'Éstampes de Valençay († 1714)
- 1714 Charlotte II Madeleine de Pezé de Courtalvert[2].
- 1726 Marie-Anne I Charlotte de Rabodanges de Thun (Démissionne en 1768; † mars 1776 à Paris, chez les religieuses du Précieux Sang, où elle s'était retirée)[2].
- 1770 Justine de Vaulserre des Adrets
- 1773 Madeleine de Bernart de Courmesnil, élève et amie de Madame de Rabodanges. Présente en 1789; dernière abbesse d'Etival[2].
- 1789 Marie-Anne II Madeleine-Renée de Scépeaux de Moulinvieux (se réfugie au château de Moulinvieux à Asnières-sur-Vègre).

NB : Les dates indiquent la présence de l'abbesse à Étival cette année-là.

## Religieuses et personnalités
- Catherine du Bouchet de Sources (vers. 1500-?), religieuse à l'abbaye[Note 1]

## L’abbaye

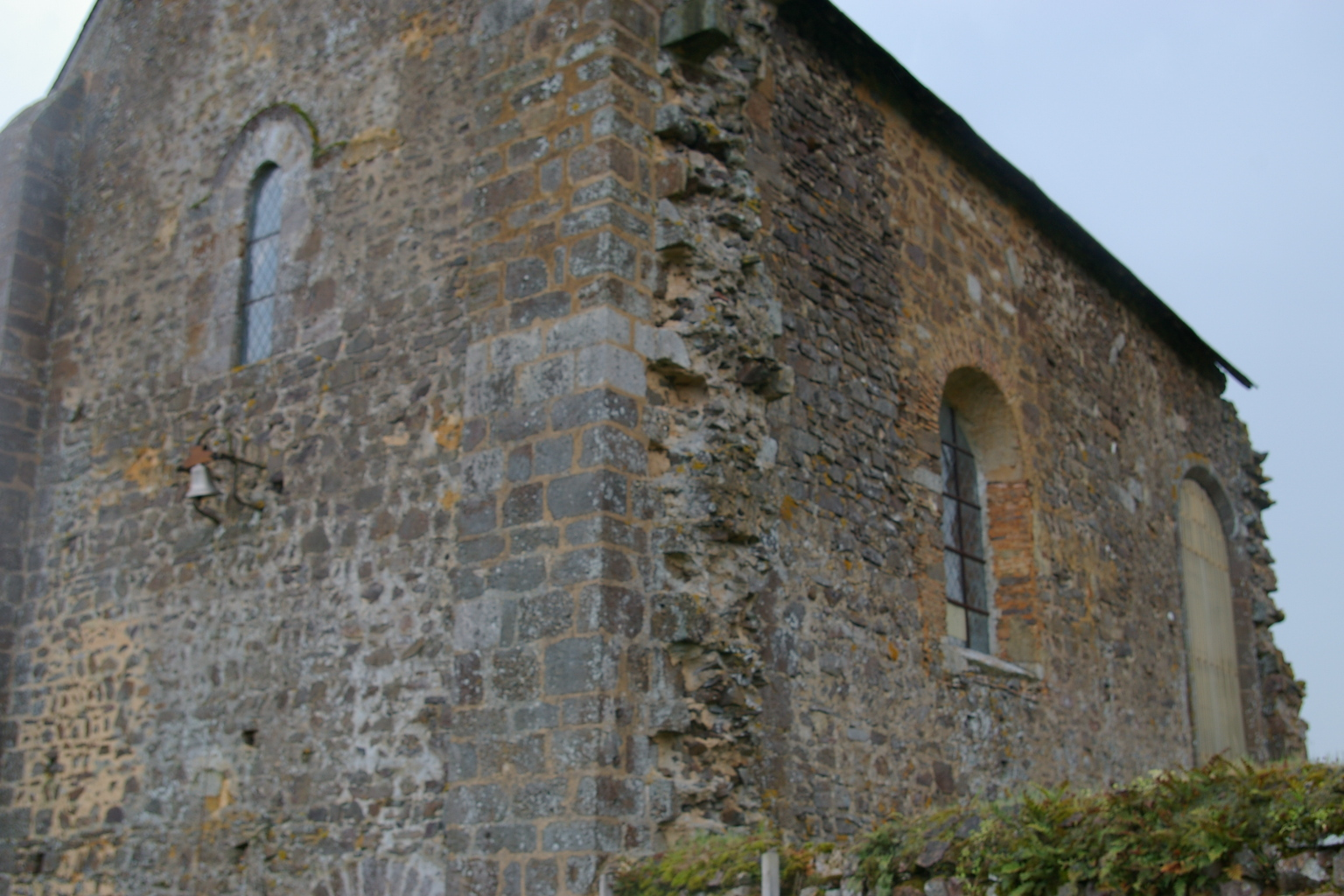
L'ancienne abbaye d'Étival-en-Charnie.

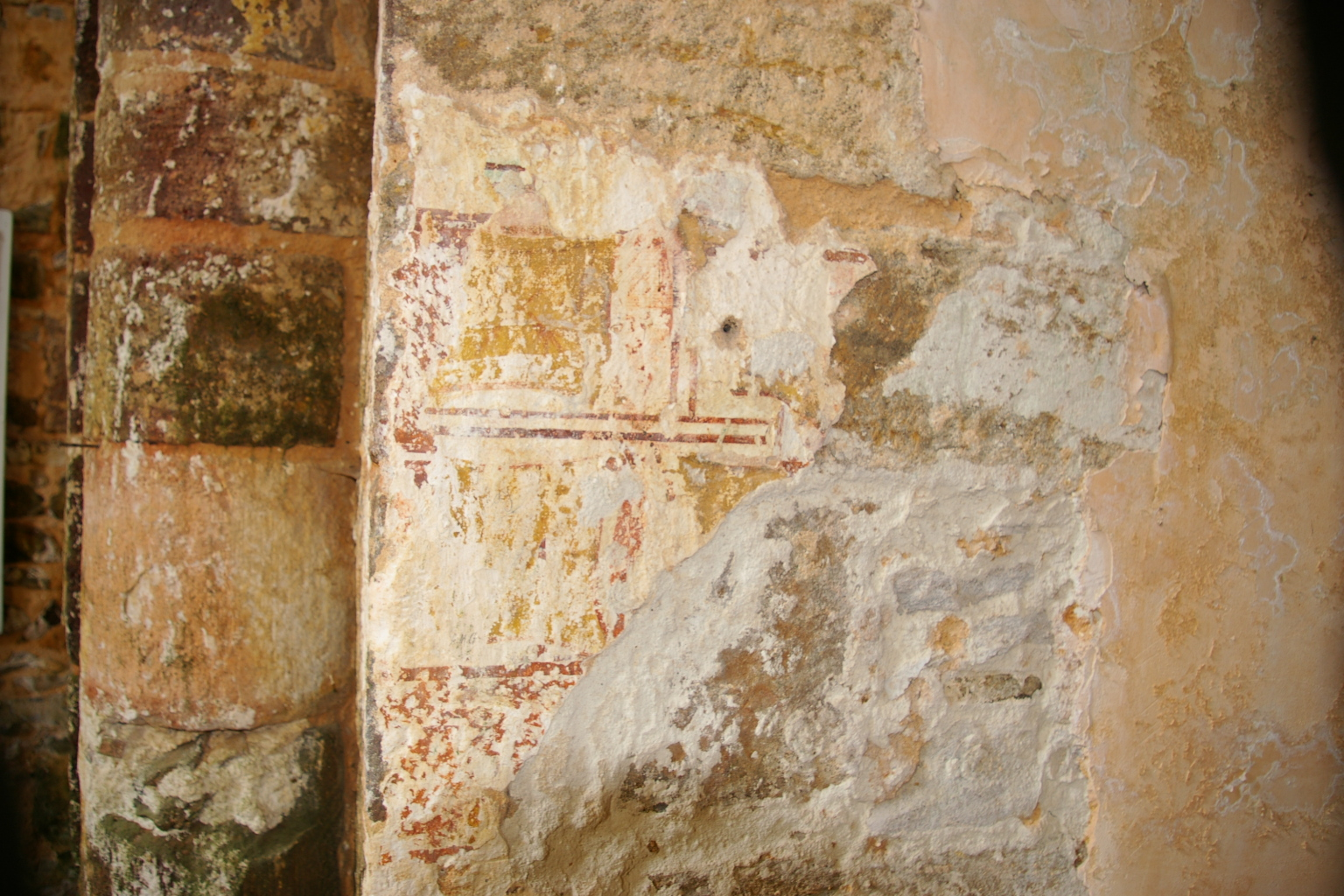
Peintures murales chapelle d'Étival.

- En 1215, l'abbaye d'Étival-en-Charnie détient des droits d’usage dans la forêt de Bouère, en particulier le droit de prendre le bois mort pour le chauffage et le bois vif pour leur travail[3].
- L'abbaye, reconstruite après un incendie accidentel en 1511, est l'une des plus riches abbayes du Maine : d'une superficie de 1 200 hectares, dotée de deux étangs dont un de sept hectares, d'un moulin, d'un four à chaux, de forges, c'est aussi une « entreprise » de 45 employés.
- Cette abbaye devient au fil des ans un lieu de culte et de culture important (on y fait des traductions d'ouvrages en latin, traités divers et ouvrages religieux), ainsi qu'un refuge pour les persécutés des époques troublées que sont l'Inquisition et la Révolution française.
- 1789 : quatorze moniales de chœur et six converses occupent encore l'abbaye lorsqu'elles en sont expulsées. L'abbaye est détruite en majeure partie par les révolutionnaires et les réfugiés périssent, ainsi que les religieuses.
- Après un inventaire très précis du gouvernement révolutionnaire de 1790, qui estime sa valeur à 400 000 livres, l'abbaye est vendue 30 000 livres, puis sert de carrière de pierres à partir de 1792. En quelques années, il ne reste plus rien de la nef, ni du cloître.

- Seul subsiste de nos jours l'ancien croisillon nord du transept de l’église abbatiale des Bénédictines du XIIe siècle, transformé en chapelle, auquel sont attachés une absidiole (avec deux colonnes à la base, comme les abbatiales de la Couture au Mans ou d'Avesnières à Laval) et un chapiteau travaillés) et une sacristie. D'un emploi courant à l'époque, des contreforts épaulent les murs dans les angles. Une fenêtre romane apparaît sur le haut du pignon avec de larges claveaux, la porte basse étant à deux voussures en grès roussard. À l'intérieur on peut observer les modifications des ouvertures tout au long des six siècles de fonctionnement de l'abbaye (de 1109 à 1790). Une fresque murale représente une abbesse tenant dans sa main droite une crosse et dans sa main gauche un livre entrouvert. Pierre tombale du XVe siècle-XVIe siècle, (ISMH 1989) fragment de la dalle funéraire de Jeanne de Laval (abbesse). Retable de 1780 composé de doubles consoles et de chapiteaux sur pilastres unis. On peut apprécier les chapiteaux des colonnes extérieures de l'abside du XIIe siècle et le vitrail aux armes de Raoul de Beaumont. L'autel, rapporté lors de la restauration de 1900, est signé du sculpteur Lebrun (1779, ISMH 1989).

## La restauration

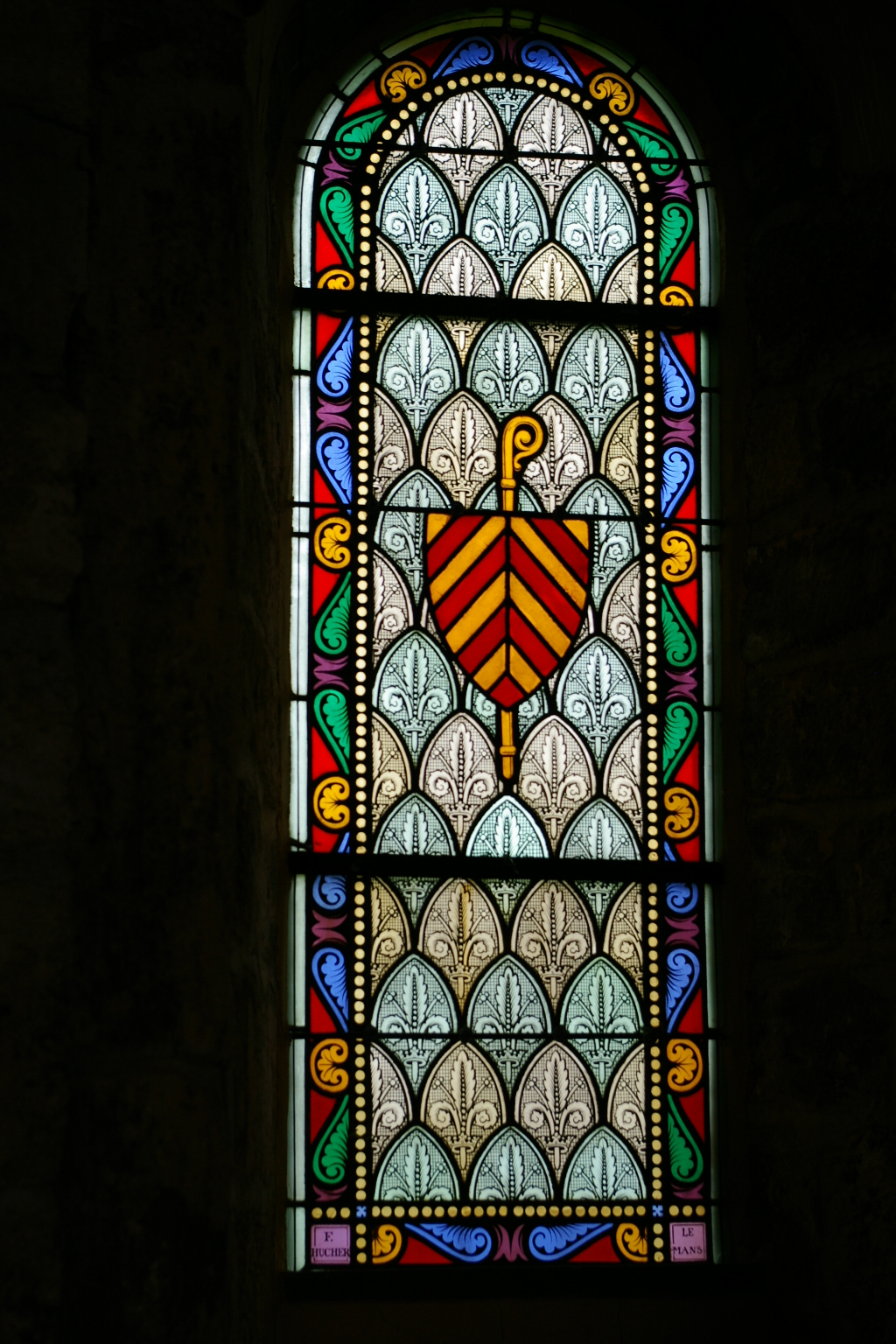
Vitrail aux armes des vicomtes de Beaumont, abbaye d'Étival-en-Charnie.

Après quarante années d'abandon, faute de ressources, la chapelle est restaurée à l'aube du XXe siècle, à l'aide d'une subvention de la Commission des monuments historiques de la Sarthe et de plusieurs souscriptions particulières, sous la direction de Robert Triger, Président de la Société historique et archéologique du Maine, Inspecteur général de la Société française d'archéologie. L'abbé Sergent étant curé, et M. Leroy, Maire, de Chemiré-en-Charnie, la chapelle est rendue au culte le jeudi 11 juillet 1901, fête de la translation des reliques de sainte Scolastique.
- En 1901 et 1902, des fouilles archéologiques permettent de retrouver le plan de l'abbaye, avec l'église et la chapelle des vicomtes de Beaumont, le cloître, le chapitre, l'appartement abbatial, les bâtiments conventuels, -cuisine, dortoirs, salle à manger -, et les constructions agricoles. Elles attestent également que le chœur roman a été remplacé par un chœur gothique. Il est probable que le plan et les dimensions de l'abbatiale étaient à l'origine proches des églises du Pré au Mans, de Saint-Rémy de Sillé-le-Guillaume, ou de Tennie.
- La chapelle est classée Monument historique depuis un arrêté du 7 novembre 1973.

## La statuaire
- Petit retable réalisé en bois par le sculpteur Lebrun en 1780 (ISMH 1989)
- Pierre tombale (de l'abbesse Jeanne de Laval) XVe siècle (ISMH 1989)
- Vierge à l'Enfant
- statue de saint Fiacre
- statue de saint Alleaume
- statue de sainte Scolastique
- Christ en croix (ISMH)

## Les gisants d’Étival-en-Charnie
Plusieurs gisants de pierre, la plupart retrouvés en 1848 par M. Hucher, archéologue, dans l'ancienne abbaye d'Étival sous le sol de ce qu'était la sacristie, sont conservés au musée d'archéologie et d'histoire du Maine, le Carré Plantagenêt, au Mans :
1. Statue du XIIe siècle ou du premier quart du XIIIe siècle, assez mutilée, représentant un vicomte de Beaumont, peut-être Raoul II, fondateur de l'abbaye d'Étival-en-Charnie en 1109, à moins qu'il ne s'agisse de Raoul V, mort en 1230.
2. Statue de la première moitié du XIIIe siècle, d'un vicomte de Beaumont, peut-être Raoul III, à moins qu'il ne s'agisse de Raoul VI, mort vers 1238.
3. Statue de la seconde moitié du XIIIe siècle ou du premier quart du XIVe siècle, représentant un vicomte de Beaumont, peut-être Richard III, fils de Raoul III, mort en 1249, à moins qu'il ne s'agisse de Guillaume, frère aîné de Richard III, ou de Jean Ier de Brienne, fils de Louis de Brienne et d'Agnès de Beaumont, mort vers 1320.
4. Statue de la seconde moitié du XIIIe siècle ou du premier quart du XIVe siècle, d'une dame de Beaumont, peut-être Mathilde, épouse de Richard III, ou Agnès de Beaumont, fille de Raoul VI, épouse de Louis Ier de Brienne.

 Date protection MH : 24 janvier 1979 ; Références : PM72000541 à 544.

## La commune
- Étival-en-Charnie, qui était une paroisse à part entière (le culte était célébré dans la chapelle) fut rattachée à Chemiré-en-Charnie en 1809 par décret de Napoléon Ier.
- Étival fut connue aussi à la fin du XIXe siècle et au début du XXe siècle pour son élevage de plus de 8000 oies (une grande partie de la production était, via la gare de Chemiré-en-Charnie, exportée en Angleterre).
- Durant la Seconde Guerre mondiale, le village connait l'occupation ; des jeunes de la région s'engagent dans le maquis d'Étival, qui est tragiquement réprimé par 120 allemands et 80 miliciens le 20 juin 1944. Sont fusillés près de l'étang de l'abbaye :
  - Francisque Eugène Bec, anglais parachuté ;
  - Claude Hilleret, jeune patriote français, tous deux membres des groupes mobiles franco-anglais de la Sarthe.